# Briana Blair
Briana Blair (Atlanta, 24 giugno 1987) è un'ex attrice pornografica e modella statunitense.

## Vita e carriera
Briana Blair è stata una cheerleader professionista della squadra di hockey del campionato NHL Atlanta Thrashers e, per tre anni, della squadra di NBA Atlanta Hawks.
Una volta scaduto il contratto con gli Atlanta Hawks si è trasferita a Los Angeles per continuare la sua attività di modella, e durante una seduta fotografica per la rivista Maxim ha incontrato un agente che le ha proposto di lavorare nel cinema per adulti; dalla fine del 2009 Briana Blair ha pertanto intrapreso la sua attività nel porno.
Briana Blair continua anche la sua attività di modella, e va segnalato sia stata scelta come ragazza copertina per il numero della rivista Hustler del luglio 2010.
Inoltre compare come ballerina nel video musicale High Off the Fame, dell'artista hip hop Candyman 187 featuring Snoop Dogg & Ariano.

## Riconoscimenti
AVN Awards
- 2011 – Candidatura per Best New Starlet[6]
- 2011 – Candidatura per Best Oral Sex Scene[6]
- 2011 – Candidatura per Best All-Girl Group Sex Scene[6]
- 2011 – Candidatura per Best Group Sex Scene[6]

CAVR Awards
- 2010 – Candidatura per Newbie of the year[7]

NightMoves Awards
- 2010 – Candidatura per Best New Starlet[8]

XBIZ Award
- 2011 – Candidatura per New Starlet of the year[9]

## Filmografia
- Jesse Jane: Dirty Movies (2009)
- New To The Game 6 (2009)
- Rack 'em Up (2009)
- This Ain't Intervention XXX (2009)
- 3 Days in June (2010)
- All About Amy Ried (2010)
- Bangin in the Woods (2010)
- Barely Legal 104 (2010)
- Big Bang Theory: A XXX Parody (2010)
- Big Lebowski: A XXX Parody (2010)
- Big Tit Patrol 10 (2010)
- CEOs and Office Ho's (2010)
- Chick Flixxx (2010)
- Dreamgirl (2010)
- Drenched in Love (2010)
- Girl Trouble (2010)
- House of Ass 13 (2010)
- I Fuck for Money 2 (2010)
- Inside the Booby Hatch (2010)
- Kittens and Cougars 3 (2010)
- Marriage Counselor (2010)
- Mean Girls (2010)
- My Sister's Hot Friend 19 (2010)
- Naughty Athletics 9 (2010)
- Naughty Office 20 (2010)
- Not MASH XXX (2010)
- Orgy of Exes (2010)
- Passenger 69 (2010)
- Rear View 1 (2010)
- Shot Glasses 3 (2010)
- Slutty Milk-woman (2010)
- Southern Belles (2010)
- Speed (2010)
- Tales of Twisted Sex (2010)
- Teens Like It Big 8 (2010)
- That's My Girl (2010)
- This Ain't Celebrity Fit Club Boot Camp XXX (2010)
- Trash Talk (2010)
- Wedding Day (2010)
- Wet Sweaty Boobs (2010)
- Wet Wild and Young 2 (2010)
- Whale Tail'n 3 (2010)
- Working Girls (2010)
- Baby Got Boobs 6 (2011)
- Big Tits at Work 13 (2011)
- Big Tits in Uniform 3 (2011)
- Blind Date (2011)
- Busty Ones 3 (2011)
- Can He Score 8 (2011)
- Cheerleaders Academy 2 (2011)
- Farm Girls Gone Bad (2011)
- Forbidden (2011)
- Girlfriend for Hire (2011)
- Grindhouse XXX: A Double Feature (2011)
- Hot Blonde Bimbos (2011)
- Hot For Teacher 1 (2011)
- Innocent Until Proven Filthy 8 (2011)
- Kiss and Tell (2011)
- Let Me Suck You 2 (2011)
- Love Is Black And White (2011)
- Massage Creep 2 (2011)
- Mesmerized (2011)
- Mr. Big Dicks Hot Chicks 7 (2011)
- Mr. Pete's POV (2011)
- My Wife's Hot Friend 9 (2011)
- Naughty Office Girls (2011)
- North Pole 80 (2011)
- Nurses (2011)
- Penthouse Vacation (2011)
- Petite Young Things (2011)
- Protect Me From Love (2011)
- Riley Steele: Satisfaction (2011)
- Seduced By A Real Lesbian 10 (2011)
- Sex World (2011)
- Sexual Makeover (2011)
- Simpsons: The XXX Parody (2011)
- Stripper Firefighters (2011)
- Super Model Solos 2 (2011)
- Sweet Tits (2011)
- Unfinished Business (2011)
- Big Tit Fixation 4 (2012)
- Brazzers Presents: The Parodies 2 (2012)
- Mad About Blondes 2 (2012)
- Massage Creep 3 (2012)
- Sex Does A Body Good (2012)
- Strippers' Paradise (2012)
- Teen Cams Hacked 4 (2012)
- Teens in Need of Cock (2012)
- Tonight's Girlfriend 5 (2012)
- Tuna Helper (2012)
- All That Jizz (2013)
- Asa Akira's Massage Fantasies 5 (2013)
- Explosive Squirters (2013)
- Fresh Sluts (2013)
- I Know That Girl 14 (2013)
- Lesson on How to Fuck (2013)
- Office Sluts (2013)
- Mike Adriano's Best Scenes (2014)
- Saddle Up (2014)
- What a Rack 3 (2014)